# Självständighet
Självständighet eller oavhängighet innebär att en stat är fullständigt oberoende gentemot andra och räknas som ett eget subjekt med handlingsförmåga i det internationella samfundet. Reglerna kring självständighet regleras i folkrätten. 
Självständighet behöver inte betyda att landet tidigare var en del av ett annat land. Det kan likaväl ha varit obebott land som ingen har haft anspråk på. Det kan också ha varit ett protektorat (en stat under stort indirekt inflytande från skyddsmakten). Kolonier som frigjorde sig bildade stater genom frigörandet.
En självständighetsförklaring görs när ett land utropar sig självständigt. Man skiljer på deklarerad och erkänd självständighet. Deklarationen görs av det enskilda landet och erkännandet får man av andra självständiga stater. I vår tid uttalas erkännanden ibland även av organisationer som Europeiska unionen eller Förenta Nationerna, fast då handlar det egentligen om att det är de enskilda medlemsländerna i de organisationerna som erkänner den nya staten. 
I vissa fall blir inte ett land självständigt genom en självständighetsförklaring, utan genom att det skapas av ett eller flera länder som redan är självständiga. Det blir då i stället självständigt genom statsrättslig succession, det ärver så att säga självständigheten från tidigare länder. Exempel på detta är när England och Skottland 1707 gick samman i unionen Kungariket Storbritannien eller när Sovjetunionen skapades genom att Ryssland 1922 delades upp på ett antal delstater i en union (varav Ryssland blev en delstat i den unionen).

## Olika länders självständighet
| Land | Tidigare land/länder                                                                             | Deklarerad                                       | Erkänd |
| --- | ------------------------------------------------------------------------------------------------ | ------------------------------------------------ | --- |
| Abchazien | Georgien                                                                                         | 23 juli 1992                                     | Endast erkänd av Ryssland och ett fåtal andra länder |
| Albanien | Osmanska riket                                                                                   | 28 november 1912                                 | 28 juli 1913 |
| Bangladesh | Pakistan                                                                                         | 26 mars 1971                                     | 16 december 1971 |
| Brasilien | Portugal                                                                                         | 7 september 1822                                 | 1825 |
| Egypten | Brittiska imperiet                                                                               | 1919                                             | 28 februari 1922 |
| England | Wessex och Northumbria                                                                           |                                                  | Succession 927–1536 |
| Estland | Ryssland                                                                                         | 24 februari 1918                                 | 2 februari 1920 |
| Estland | Sovjetunionen                                                                                    | 20 augusti 1991                                  | 6 september 1991 |
| Finland | Ryssland                                                                                         | 6 december 1917                                  | 31 december 1917 |
| Frankrike | Frankerriket                                                                                     |                                                  | 843 |
| Ghana | Brittiska imperiet                                                                               | 1953                                             | 6 mars 1957 |
| Indien | Brittiska imperiet                                                                               | 1947                                             | 1947 |
| Irland | Storbritannien/Brittiska imperiet                                                                | 1922/1949                                        | 1922/1949 |
| Island | Danmark                                                                                          | 17 juni 1944                                     | 17 juni 1944 |
| Kosovo | Serbien                                                                                          | 17 februari 2008                                 | Erkänd av 80 länder vid olika datum efter den 17 februari 2008                                                                                                  |
| Lettland | Ryssland                                                                                         | 18 november 1918                                 | 11 augusti 1920 |
| Lettland | Sovjetunionen                                                                                    | 21 augusti 1991                                  | 6 september 1991 |
| Litauen | Ryssland                                                                                         | 16 februari 1918                                 | 29 november 1918 |
| Litauen | Sovjetunionen                                                                                    | 11 mars 1990                                     | 6 september 1991 |
| Madagaskar | Frankrike                                                                                        | 1947                                             | 1960 |
| Montenegro | Serbien och Montenegro                                                                           | 21 maj 2006                                      | 3 juni 2006 |
| Norge | Sverige/Svensk-norska unionen                                                                    | 7 juni 1905                                      | 26 oktober 1905 |
| Pakistan | Brittiska imperiet                                                                               | 1947                                             | 1947 |
| Ryssland | Sovjetunionen                                                                                    | 24 augusti 1991                                  | 26 december 1991 |
| San Marino | Romerska riket                                                                                   | 301                                              | |
| Schweiz | Tysk-romerska riket                                                                              | 1499                                             | Westfaliska freden 1648 |
| Serbien | Serbien och Montenegro                                                                           | 21 maj 2006                                      | 3 juni 2006 |
| Skottland | Piktland och Dalriada                                                                            |                                                  | Succession 843 |
| Sovjetunionen | Ryssland                                                                                         | 1922                                             | Succession från Ryssland |
| Storbritannien (Kungariket Storbritannien) – (Förenade kungariket Storbritannien och Irland) – (Förenade kungariket Storbritannien och Nordirland) | England och Skottland                                                                            | 1707                                             | Succession från England och Skottland |
| Storbritannien (Kungariket Storbritannien) – (Förenade kungariket Storbritannien och Irland) – (Förenade kungariket Storbritannien och Nordirland) | Storbritannien och Irland (Irland var tidigare en del av Kungariket England inom Storbritannien) | 1801                                             | Succession från England/Storbritannien |
| Storbritannien (Kungariket Storbritannien) – (Förenade kungariket Storbritannien och Irland) – (Förenade kungariket Storbritannien och Nordirland) | Storbritannien och Irland                                                                        | 1922                                             | Succession från Storbritannien och Irland (när Irländska fristaten konstituerades omformades även Storbritannien och Irland till Storbritannien och Nordirland) |
| Ukraina | Sovjetunionen                                                                                    | 24 augusti 1991                                  | 26 december 1991 |
| USA | Storbritannien                                                                                   | 4 juli 1776, se USA:s självständighetsförklaring | 3 september 1783 |